# Aetanthus andreanus
Aetanthus andreanus är en tvåhjärtbladig växtart som först beskrevs av Van Tieghem, och fick sitt nu gällande namn av Engler. Aetanthus andreanus ingår i släktet Aetanthus och familjen Loranthaceae. Inga underarter finns listade i Catalogue of Life.